# Kocaoluk, Silifke
Kocaoluk là một xã thuộc huyện Silifke, tỉnh Mersin, Thổ Nhĩ Kỳ. Dân số thời điểm năm 2011 là 311 người.